# Frederick Vincent Theobald
Frederick Vincent Theobald (1868 - 6 de març del 1930) fou un entomòleg britànic autor d'una vasta monografia, en cinc volums, sobre els culícids titulada A Monograph of the Culicidae of the World (1901-1910) amb suport del Museu Britànic. També escrigué una seixantena d'articles sobre insectes. Les seves col·leccions són a Glasgow.

## Publicacions
- An account of British flies (Diptera), E. Stock: London. 1892.
- The mosquitoes or Culicidae of Jamaica, Institute of Jamaica: Kingston. 1905
- A text-book of agricultural zoology, William Blackwood: Edinburgh & London. 1899.
- A Monograph of the Culicidae of the World. Vol. I, A Monograph of the Culicidae of the World. Vol. II, Monograph of the Culicidae of the World. Vol. III, A Monograph of the Culicidae of the World. Vol. IV, Plates